# Тийтинен, Отто
О́тто Ти́йтинен (фин. Otto Tiitinen; родился 25 апреля 2008) — финский футболист, центральный полузащитник клуба «Ильвес».

## Клубная карьера
Воспитанник футбольной академии клуба «Ильвес». В январе 2025 года подписал свой первый профессиональный контракт с клубом. 5 апреля 2025 года 16-летний игрок дебютировал в основном составе «Ильвеса» в матче Вейккауслиги против клуба ХИК, выйдя на замену на 67-й минуте, а на 77-й минуте забил победный гол.

## Карьера в сборной
Выступал за сборные Финландии до 15, до 16 и до 17 лет.